# Maciej Musiał
Maciej Musiał (n. 11 februarie 1995, Varșovia, Polonia) este un actor polonez și personalitate de televiziune.

## Biografie
Este fiul actorilor Andrzej și Anna Musiał. Bunicul său matern, Marian Markiewicz (1924–2022), a fost un soldat cu numele de cod al Armia Krajowa „Maryl”, participant la Operațiunea „Furtuna” din Vilnius⁠(d) și unul dintre soldații blestemați (în poloneză Żołnierze wyklęci, adică a făcut parte din mișcări de rezistență poloneze anti-sovietice-imperialiste și anticomuniste formate în etapele ulterioare ale celui de-al Doilea Război Mondial).

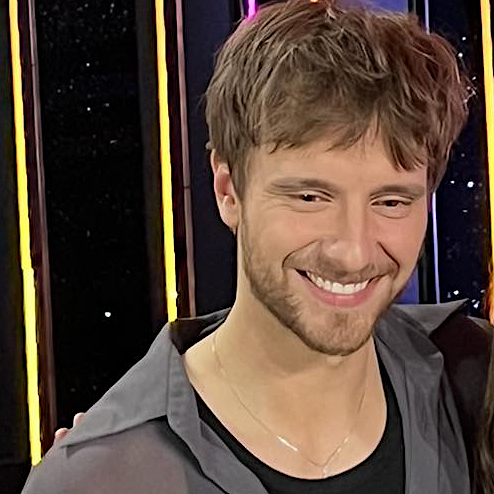
Maciej Musiał în 2024

Și-a început cariera de actor de la o vârstă fragedă cu o apariție cameo într-un episod din 2004 al telenovelei poloneze de lungă durată Plebania⁠(d). Mai târziu a fost distribuit într-un rol secundar al serialului Ojciec Mateusz⁠(d) (2008–2011), dar a devenit faimos odată cu rolul din Rodzinka.pl⁠(d) (2011–2020), care l-a consacrat ca un idol al adolescenților în Polonia. Pe măsură ce popularitatea sa a continuat să crească, a început să fie un prezentator al serialului de reality Talent show⁠(d) The Voice of Poland și a avut un rol principal în lungmetrajul My Own Pole (Mój biegun), ambele producții din 2013. Din 2014 până în 2015, a studiat filosofia la Universitatea din Varșovia. Rolurile sale de televiziune i-au adus premiul Telekamery în 2016.  A fost ambasadorul Zilei Mondiale a Tineretului 2016 (WYD 2016; în limba poloneză: Światowe Dni Młodzieży 2016); eveniment organizat la Cracovia.
Musiał a avut o recunoaștere mai largă în afara țării sale natale după ce a jucat în serialul Netflix din 2018 1983, la care a fost și producător executiv. În 2019, a fost inclus pentru munca sa pe lista Forbes 30 Under 30⁠(d) în categoria divertisment. A avut un rol secundar în serialul dramatic de fantezie Netflix din 2019 The Witcher și în serialul de pe Canal+ Premium⁠(d) din 2021, Klangor.  A absolvit în 2021 cu masterat în Actorie la Academia Națională de Arte Teatrale AST din Cracovia (în poloneză: Akademia Sztuk Teatralnych w Krakowie).
În 2022, Musiał a jucat în sezonul I al serialului Netflix german science fiction 1899 ca un marinar polonez în drum spre New York pe un vapor cu aburi numit Kerberos.

## Filmografie

### Filme de cinema
| An   | Titlu                                   | Rol                      | Note         | Ref.          |
| ---- | --------------------------------------- | ------------------------ | ------------ | ------------- |
| 2005 | Oskar                                   | Stefan "Szaszłyk"        | Teatru TV    | [ 14 ] [ 15 ] |
| 2007 | Futro                                   | Konrad Makowiecki        |              | [ 14 ] [ 15 ] |
| 2011 | Omule, puii sunt pur și simplu diferiți | Băiat într-un autobuz    |              | [ 14 ] [ 15 ] |
| 2012 | Offline                                 | Kacper Tarski            | Scurt-metraj | [ 14 ] [ 15 ] |
| 2013 | Mój biegun                              | Tânărul Jan Mela⁠(d)      |              | [ 14 ] [ 15 ] |
| 2013 | Ultima casă pe drum                     | Piotr                    |              | [ 14 ] [ 15 ] |
| 2013 | Matka brata mojego syna                 | Xawery Laskus            | Teatru TV    | [ 14 ] [ 15 ] |
| 2014 | Dzień dobry, kocham cię!                | Iwo                      |              | [ 14 ] [ 15 ] |
| 2017 | Două Coroane                            | Tânăr călugăr franciscan |              | [ 14 ] [ 15 ] |
| 2018 | Iubirea este totul                      | Daniel Wojnar            |              | [ 14 ] [ 15 ] |
| 2018 | Fryderyk                                | Băiat la Paris           | Teatru TV    | [ 14 ] [ 15 ] |
| 2020 | Igraszki z diabłem                      | Lucjusz                  | Teatru TV    | [ 14 ] [ 15 ] |
| 2021 | A doua jumătate                         | Jarosław Kot             |              | [ 14 ] [ 15 ] |
| 2022 | Un vis de iarnă                         | Prezentator studio TV    |              | [ 14 ] [ 15 ] |
| 2022 | Fuks 2                                  | Maciek                   |              | [ 14 ] [ 15 ] |
| 2022 | La noapte te culci cu mine              | Janek                    |              | [ 14 ] [ 15 ] |
| 2023 | În numele pământului                    | Jaś                      |              | [ 14 ] [ 15 ] |

### Seriale de televiziune
| An                   | Titlu                            | Rol                          | Note                                                                            | Ref.          |
| -------------------- | -------------------------------- | ---------------------------- | ------------------------------------------------------------------------------- | ------------- |
| 2004                 | Plebania                         | Băiat în biserică            | Episodul nr. 436                                                                | [ 14 ] [ 15 ] |
| 2007                 | Prawo miasta                     | Maciek Gralczyk              | 2 episoade                                                                      | [ 14 ] [ 15 ] |
| 2008                 | Hotel pod żyrafą i nosorożcem    | Janek Miłobędzki             | Rol principal; 13 episoade                                                      | [ 14 ] [ 15 ] |
| 2008–2011, 2019–2020 | Părintele Matei (Ojciec Mateusz) | Michał Wielicki              | 44 de episoade                                                                  | [ 14 ] [ 15 ] |
| 2010                 | Nowa                             | Adam Szyma                   | Episodul: „Partnerzy” (nr. 2)                                                   | [ 14 ] [ 15 ] |
| 2010                 | Ludzie Chudego                   | Băiat cu un accident pe Inka | Episodul nr. 4                                                                  | [ 14 ] [ 15 ] |
| 2011                 | Ferma                            | Băiat într-un club de muzică | Episodul: „Nad Solejuków i Wargaczów domem” (nr. 64)                            | [ 14 ] [ 15 ] |
| 2011–2020            | Familie.pl                       | Tomek Boski                  | Rol principal; 266 de episoade                                                  | [ 14 ] [ 15 ] |
| 2012                 | Legea adevărată                  | Sebastian Wróblewski         | Episodul nr. 16                                                                 | [ 14 ] [ 15 ] |
| 2012                 | Ja to mam szczęście!             | Igor                         | Episodul nr. 18                                                                 | [ 14 ] [ 15 ] |
| 2012–2013            | Hotel 52                         | Łukasz Danisz                | 20 de episoade                                                                  | [ 14 ] [ 15 ] |
| 2012–2015            | Krew z krowi                     | Franek Majewski              | 18 episoade                                                                     | [ 14 ] [ 15 ] |
| 2013                 | Boscy w sieci                    | Tomek Boski                  | Rol principal                                                                   | [ 14 ] [ 15 ] |
| 2013–2020            | Vocea Poloniei                   | Se                           | Reality show                                                                    | [ 14 ] [ 15 ] |
| 2014                 | Zilele de onoare                 | Apacz                        | 12 episoade                                                                     | [ 14 ] [ 15 ] |
| 2016                 | Kocham cię, Polsko!              | Se                           | Spectacol de jocuri; 12 episoade                                                | [ 14 ] [ 15 ] |
| 2018                 | 1983                             | Kajetan Skowron              | Rol principal; 8 episoade; de asemenea, creatorul și producătorul de spectacole | [ 14 ] [ 15 ] |
| 2019                 | DAN                              | Tadek Hołowni                | 2 episoade                                                                      | [ 14 ] [ 15 ] |
| 2019                 | Capcana                          | Artur                        | 3 episoade                                                                      | [ 14 ] [ 15 ] |
| 2019                 | Vrajitorul                       | domnule Lazlo                | 2 episoade                                                                      | [ 14 ] [ 15 ] |
| 2021                 | Klangor⁠(d)                       | Ariel Galej                  | 4 episoade                                                                      | [ 14 ] [ 15 ] |
| 2022                 | 1899                             | Olek                         | 8 episoade                                                                      | [ 14 ] [ 15 ] |

### Spectacole de teatru
| An             | Titlu                     | Rol            | Teatru                      |
| -------------- | ------------------------- | -------------- | --------------------------- |
| 2015–2016      | Damage                    | Martyn Fleming | Teatrul Syrena din Varșovia |
| 2019 – prezent | Cercul poeților dispăruți | Neil Perry     | Teatrul Och din Varșovia    |